# North Browning (Montana)
North Browning es un lugar designado por el censo ubicado en el condado de Glacier, Montana, Estados Unidos. Según el censo de 2020, tiene una población de 2653 habitantes.
En este caso se trata de una región ubicada dentro de los límites de la Blackfeet Tribe of the Blackfeet Indian Reservation of Montana (Tribu Blackfeet de la Reserva India Blackfeet de Montana).

## Geografía
La región está ubicada en las coordenadas 48°34′16″N 113°1′53″O / 48.57111, -113.03139 (48.571191, -113.031436). Según la Oficina del Censo de los Estados Unidos, tiene una superficie total de 7.51 km², de la cual 7.49 km² corresponden a tierra firme y 0.02 km² es agua.

## Demografía
Según el censo de 2020, hay 2653 personas residiendo en la zona. La densidad de población es de 354.2 hab./km². El 95.40% de los habitantes son amerindios, el 1.85% son blancos, el 0.04% es asiático, el 0.15% son de otras razas y el 2.56% son de una mezcla de razas. Del total de la población, el 2.34% son hispanos o latinos de cualquier raza.